# Bartosz Ślusarski
Bartosz Ślusarski (ur. 11 grudnia 1981 w Szamocinie) – polski piłkarz grający na pozycji napastnika bądź skrzydłowego, reprezentant Polski, dwukrotny zdobywca Pucharu Polski.

## Kariera
Dysponujący dobrymi warunkami fizycznymi (186 cm wzrostu i 81 kg wagi) zawodnik swoją karierę rozpoczynał w sezonie 1999/2000 występując w zespole Huragan Pobiedziska. W następnym roku przeniósł się do Lecha Poznań, skąd był wypożyczony do Widzewa Łódź. W Ekstraklasie debiutował 5 marca 2001 w spotkaniu Lecha Poznań z Zagłębiem Lubin. 6 kwietnia 2003 Ślusarski strzelił 1500. bramkę dla Lecha Poznań w Ekstraklasie. Przed rundą wiosenną sezonu 2003/2004 przeniósł się do Dyskobolii Grodzisk Wlkp.
W sezonie 2006/2007 był wypożyczony do portugalskiego União Leiria. Rozegrał w barwach tego zespołu 24 spotkania i z 7 strzelonymi bramkami był najskuteczniejszym zawodnikiem swojej drużyny oraz zdobył tytuł klubowego gracza roku. W klasyfikacji najskuteczniejszych strzelców bwinLIGI uplasował się na 13. pozycji. Pomógł swojemu zespołowi awansować do Pucharu Intertoto, lecz po zakończonym sezonie Portugalczycy nie zdecydowali się na przelanie żądanej przez Dyskobolię kwoty, w związku z czym zawodnik wrócił do Grodziska Wielkopolskiego.
Po czterech kolejkach sezonu 2007/2008 Orange Ekstraklasy, 24 sierpnia 2007 i w dniu swoich imienin, Ślusarski zmienił klub na angielski West Bromwich, gdzie przeszedł za cenę 680 tys. funtów (ok. 1 mln euro). Napastnik wystąpił tylko w jednym meczu nowej drużyny, nie strzelając gola. Było to w październiku 2007, w meczu przeciwko Colchester.
20 listopada 2007 został wypożyczony do Blackpool do 1 stycznia 2008 roku, będąc tym samym uprawnionym do gry w jedenastu spotkaniach drużyny. West Bromwich Albion w umowie z Blackpool zawarło także klauzulę, na mocy której mogło ponownie włączyć Ślusarskiego do swojej kadry po upływie 28 dni od wypożyczenia. 3 stycznia 2008 Blackpool przedłużył ze Ślusarskim wypożyczenie do dnia 28 stycznia tego samego roku. W sumie w sześciu występach dla Blackpool zawodnik zdobył jedną bramkę.
Po powrocie do West Bromwich piłkarz wciąż nie mógł przebić się do podstawowego składu drużyny, więc 27 marca 2008 został wypożyczony do końca sezonu do Sheffield Wednesday, grającego w angielskiej Football League Championship (II poziom). W siedmiu meczach Ślusarski zdobył jedną bramkę, a 27 listopada 2008 został wypożyczony do Sheffield na kolejny miesiąc. Po powrocie Ślusarskiego z wypożyczenia West Bromwich zdecydował 10 stycznia 2009 o rozwiązaniu kontraktu z zawodnikiem za porozumieniem stron. W sumie podczas 17-miesięcznego pobytu w angielskim zespole Polak zagrał w jednym meczu i nie zdobył żadnej bramki.
13 stycznia 2009 podczas konferencji prasowej Cracovia, walcząca o utrzymanie w sezonie 2008/2009, ogłosiła zakontraktowanie zawodnika do swojego zespołu. Bartosz Ślusarski związał się z Cracovią na trzy lata, w nowym zespole grał z numerem 20 na koszulce.
22 grudnia 2010 podpisał półtoraroczny kontrakt z Lechem Poznań. Po trzech latach został on rozwiązany, za porozumieniem stron. W efekcie 26 lutego 2014 napastnik został graczem Arki Gdynia.
17 czerwca 2014 został piłkarzem GKS Bełchatów, już w pierwszym meczu w nowym klubie strzelił bramkę w wygranym meczu z Legią Warszawa. W barwach Bełchatowa grał z numerem 18.
W sezonie 2015-2016 zawodnik I-ligowej Miedzi Legnica. Od sezonu 2016/2017 występuje w IV-ligowej Tarnovii Tarnowo Podgórne.
Na boiskach ekstraklasy rozegrał dotychczas 134 spotkania, w których strzelił 37 bramek. W reprezentacji Polski seniorów zagrał w dwóch spotkaniach, a w drużynie U-21 grał 12 razy i strzelił 3 gole.

### Statystyki klubowe
Aktualne na 1 lipca 2019:
| Klub                      | Sezon              | Liga               | Liga  | Liga   | Puchar kraju | Puchar kraju | Europa | Europa | Puchar Ligi | Puchar Ligi | Suma  | Suma   |
| Klub                      | Sezon              | Liga               | Mecze | Bramki | Mecze        | Bramki       | Mecze  | Bramki | Mecze       | Bramki      | Mecze | Bramki |
| ------------------------- | ------------------ | ------------------ | ----- | ------ | ------------ | ------------ | ------ | ------ | ----------- | ----------- | ----- | ------ |
| Lech Poznań               | 1999/2000 w        | Ekstraklasa        | 12    | 2      | 1            | 2            | –      | –      | –           | –           | 13    | 4      |
| Lech Poznań               | 2000/2001          | II liga            | 31    | 5      | 0            | 0            | –      | –      | 1           | 0           | 32    | 5      |
| Lech Poznań               | 2001/2002 j        | II liga            |       | 2      | 3            | 0            | –      | –      | 3           | 0           |       | 2      |
| Lech Poznań               | 2002/2003          | Ekstraklasa        | 28    | 8      | 3            | 0            | –      | –      | –           | –           | 31    | 8      |
| Lech Poznań               | 2003/2004 j        | Ekstraklasa        | 11    | 2      | 3            | 1            | –      | –      | –           | –           | 14    | 3      |
| Lech Poznań               | Ogólnie            | Ogólnie            |       | 19     | 10           | 3            | 0      | 0      | 4           | 0           |       | 22     |
| Widzew Łódź               | 2001/2002 w        | Ekstraklasa        | 8     | 2      | 0            | 0            | –      | –      | –           | –           | 8     | 2      |
| Widzew Łódź               | Ogólnie            | Ogólnie            | 8     | 2      | 0            | 0            | 0      | 0      | 0           | 0           | 8     | 2      |
| Dyskobolia Grodzisk Wlkp. | 2003/2004 w        | Ekstraklasa        | 12    | 3      | 0            | 0            | –      | –      | –           | –           | 12    | 3      |
| Dyskobolia Grodzisk Wlkp. | 2004/2005          | Ekstraklasa        | 21    | 10     | 11           | 6            | –      | –      | –           | –           | 32    | 16     |
| Dyskobolia Grodzisk Wlkp. | 2005/2006          | Ekstraklasa        | 22    | 7      | 1            | 1            | 4      | 1      | –           | –           | 31    | 8      |
| Dyskobolia Grodzisk Wlkp. | 2007/2008 j        | Ekstraklasa        | 4     | 0      | 0            | 0            | 2      | 0      | –           | –           | 6     | 0      |
| Dyskobolia Grodzisk Wlkp. | Ogólnie            | Ogólnie            | 59    | 20     | 12           | 7            | 6      | 1      | 0           | 0           | 77    | 28     |
| União Leiria              | 2006/2007          | Primeira Liga      | 24    | 7      | 1            | 0            | –      | –      | –           | –           | 25    | 7      |
| União Leiria              | Ogólnie            | Ogólnie            | 24    | 7      | 1            | 0            | 0      | 0      | 0           | 0           | 25    | 7      |
| West Bromwich Albion F.C. | 2007/2008 j        | Championship       | 1     | 0      | 0            | 0            | –      | –      | –           | –           | 1     | 0      |
| West Bromwich Albion F.C. | Ogólnie            | Ogólnie            | 1     | 0      | 0            | 0            | 0      | 0      | 0           | 0           | 1     | 0      |
| Blackpool F.C.            | 2007/2008          | Championship       | 6     | 1      | 0            | 0            | –      | –      | –           | –           | 6     | 1      |
| Blackpool F.C.            | Ogólnie            | Ogólnie            | 6     | 1      | 0            | 0            | 0      | 0      | 0           | 0           | 6     | 1      |
| Sheffield Wednesday F.C.  | 2007/2008 w        | Championship       | 7     | 1      | 0            | 0            | –      | –      | –           | –           | 7     | 1      |
| Sheffield Wednesday F.C.  | 2008/2009 j        | Championship       | 7     | 1      | 0            | 0            | –      | –      | –           | –           | 7     | 1      |
| Sheffield Wednesday F.C.  | Ogólnie            | Ogólnie            | 14    | 2      | 0            | 0            | 0      | 0      | 0           | 0           | 14    | 2      |
| Cracovia                  | 2008/2009 w        | Ekstraklasa        | 12    | 3      | 2            | 0            | –      | –      | –           | –           | 14    | 3      |
| Cracovia                  | 2009/2010          | Ekstraklasa        | 12    | 2      | 0            | 0            | –      | –      | –           | –           | 12    | 2      |
| Cracovia                  | 2010/2011 j        | Ekstraklasa        | 13    | 3      | 2            | 2            | –      | –      | –           | –           | 15    | 5      |
| Cracovia                  | Ogólnie            | Ogólnie            | 37    | 8      | 4            | 2            | 0      | 0      | 0           | 0           | 41    | 10     |
| Lech Poznań               | 2010/2011 w        | Ekstraklasa        | 10    | 2      | 3            | 2            | 1      | 0      | –           | –           | 14    | 4      |
| Lech Poznań               | 2011/2012          | Ekstraklasa        | 13    | 0      | 3            | 0            | –      | –      | –           | –           | 16    | 0      |
| Lech Poznań               | 2012/2013          | Ekstraklasa        | 23    | 11     | 1            | 0            | 5      | 1      | –           | –           | 29    | 12     |
| Lech Poznań               | 2013/2014 j        | Ekstraklasa        | 19    | 2      | 1            | 1            | 4      | 0      | –           | –           | 24    | 3      |
| Lech Poznań               | Ogólnie            | Ogólnie            | 65    | 15     | 8            | 3            | 10     | 1      | 0           | 0           | 83    | 19     |
| Arka Gdynia               | 2013/2014 w        | I liga             | 15    | 5      | 3            | 0            | –      | –      | –           | –           | 18    | 5      |
| Arka Gdynia               | Ogólnie            | Ogólnie            | 15    | 5      | 3            | 0            | 0      | 0      | 0           | 0           | 18    | 5      |
| GKS Bełchatów             | 2014/2015          | Ekstraklasa        | 22    | 5      | 3            | 0            | –      | –      | –           | –           | 25    | 5      |
| GKS Bełchatów             | Ogólnie            | Ogólnie            | 22    | 5      | 3            | 0            | 0      | 0      | 0           | 0           | 25    | 5      |
| Miedź Legnica             | 2015/2016          | I liga             | 18    | 2      | 2            | 0            | –      | –      | –           | –           | 20    | 2      |
| Miedź Legnica             | Ogólnie            | Ogólnie            | 18    | 2      | 2            | 0            | 0      | 0      | 0           | 0           | 20    | 2      |
| Tarnovia Tarnowo Podgórne | 2016/2017          | IV liga            | 26    | 14     | 4            | 3            | –      | –      | –           | –           | 30    | 17     |
| Tarnovia Tarnowo Podgórne | 2017/2018          | IV liga            | 16    | 6      | 2            | 1            | –      | –      | –           | –           | 18    | 7      |
| Tarnovia Tarnowo Podgórne | 2018/2019          | IV liga            | 33    | 9      | 1            | 0            | –      | –      | –           | –           | 34    | 9      |
| Tarnovia Tarnowo Podgórne | Ogólnie            | Ogólnie            | 75    | 29     | 7            | 4            | 0      | 0      | 0           | 0           | 82    | 33     |
| Ogólnie w karierze        | Ogólnie w karierze | Ogólnie w karierze | 426   | 115    | 50           | 19           | 16     | 2      | 4           | 0           | 496   | 136    |